# Jonathan Sela
Jonathan Sela (* 29. April 1978 in Paris) ist ein französischer Kameramann.

## Leben
Sela wuchs in Israel auf. Ab dem Alter von 14 Jahren arbeitete er in der Filmindustrie. Im Alter von 19 Jahren ging er in die Vereinigten Staaten und studierte an der Film School des AFI in Los Angeles. Er ist mit der Fotografin Megan Schoenbachler verheiratet.
Seit Mitte der 1990er Jahre war Sela im Bereich der Lichttechnik an verschiedenen Filmproduktionen beteiligt. Seit 2001 wirkte er als Chefkameramann zunächst an Kurzfilmen und ab 2004, beginnend mit Soul Plane, an diversen Spielfilmen sowie Musikvideos mit, wie beispielsweise bei dem Prince-Song A Million Days. Außerdem war er an verschiedenen Werbefilme beteiligt. Sein Schaffen umfasst rund 30 Produktionen, darunter auch eine Reihe von Actionfilmen.
2018 wurde er in die Academy of Motion Picture Arts and Sciences berufen, die jährlich die Oscars vergibt.

## Filmografie (Auswahl)
- 2004: Soul Plane
- 2005: Ballroom Dancing (Marilyn Hotchkiss’ Ballroom Dancing & Charm School)
- 2006: Rohtenburg
- 2006: Das Omen (The Omen)
- 2008: The Midnight Meat Train
- 2008: Max Payne
- 2009: Powder Blue
- 2009: Gesetz der Rache (Law Abiding Citizen)
- 2013: Stirb langsam – Ein guter Tag zum Sterben (A Good Day to Die Hard)
- 2014: John Wick
- 2017: Atomic Blonde
- 2017: Transformers: The Last Knight
- 2018: Deadpool 2
- 2019: Fast & Furious: Hobbs & Shaw (Fast & Furious Presents: Hobbs & Shaw)
- 2022: The Lost City – Das Geheimnis der verlorenen Stadt (The Lost City)
- 2022: Bullet Train
- 2024: The Strangers’ Case
- 2024: The Fall Guy